# إستيل راينر
إستيل راينر (بالإنجليزية: Estelle Reiner)‏ هي مغنية وممثلة أمريكية، ولدت في 5 يونيو 1914 في ذا برونكس في الولايات المتحدة، وتوفيت في 25 أكتوبر 2008 في بيفرلي هيلز في الولايات المتحدة بسبب مرض.

## وصلات خارجية
- إستيل راينر على موقع IMDb (الإنجليزية)
- إستيل راينر على موقع ميوزك برينز (الإنجليزية)
- إستيل راينر على موقع أول موفي (الإنجليزية)
- إستيل راينر على موقع قاعدة بيانات الأفلام السويدية (السويدية)
- إستيل راينر على موقع ديسكوغز (الإنجليزية)
- إستيل راينر على موقع قاعدة بيانات الفيلم (الإنجليزية)